# Consequences
 Consequences ist ein Jazzalbum von Howard Riley. Die am 6. Mai 2003 im Stanley Glasser Electronic Music Studio des Goldsmith’s College in London entstandenen Aufnahmen erschienen 2005 auf 33 Records.

## Hintergrund
Howard Riley wollte, dass Consequences, das im Studio aufgenommen wurde, die kantige, ungeschminkte Spontaneität einer Live-Performance beibehält. Aus diesem Grund (und daher auch der Titel) ist jeder der zwölf Tracks eine Erstaufnahme, und jedes Stück, das während der Session aufgenommen wurde, ist auf dem Album enthalten.

## Titelliste
- Howard Riley: Consequences (33 Records 33JAZZ126)[2]

1. Consequences 6:02
2. Feelgood 5:40
3. Old Times 5:37
4. Nobility 3:12
5. Enabling 6:21
6. Chance Encounter 4:23
7. Last Night 3:53
8. Spring Fling 4:03
9. Rituals 6:04
10. Thinking Of Then 4:11
11. Trinkling 2:59
12. Further Consequences 6:41

Die Kompositionen stammen von Howard Riley.

## Rezeption
Von einigen wenigen verehrt, den meisten jedoch unbekannt, sei Howard Riley seit den späten 1960er-Jahren "ein kompromissloser Agitator" der freien Musik, zunächst in kleinen Gruppen, später mit größeren Ensembles wie dem London Jazz Composers Orchestra und als Solokünstler, schrieb Chris May in All About Jazz. Seine Musik schwanke zwischen Material ohne offensichtliche Vorläufer und neu abgestimmten Nuancen des frühen Bop. Er werde häufig in eine Reihe mit Cecil Taylor gestellt, aber obwohl er tatsächlich viele Töne erzeugen könne, würde er sie eher pianistisch als perkussiv spielen, Ein besserer Bezugspunkt sei die dissonante Lyrik von Thelonious Monk. Solche Resonanzen seien jedoch die relativ kleinen Nebenflüsse eines breiten Flusses scharfsinnigen Individualismus.
Das Album sei weniger abstrakt und weitläufiger als Rileys übliche Art, sondern eine fesselnde, zehnfingrige Erkundung von lose vorgezeichnetem, meist schwungvollem Material, so May weiter. Spuren von Monks „Close-Harmony“-Notenclustern seien von Zeit zu Zeit zu hören, insbesondere auf dem Titeltrack und dem offenkundig an Monk erinnernden „Trinkling“, und es gebe schwächere Anklänge von Boogie Woogie („Enabling“) und Stride-Piano („Thinking of Then“). Selbst in seinen spontansten Momenten habe Riley ein Talent für spontane Struktur und Bearbeitung. Form und Kürze würden gemeinsam jede Melodie prägen; jedes Stück erinnere an freies Assoziieren, das von den skizzenhaftesten Plots ausgeht.